# Collegium medico-chirurgicum
Das Collegium medicum und ab 1724 das Collegium medico-chirurgicum waren Einrichtungen zur Kontrolle der theoretischen und praktischen Unterweisung von Ärzten und Wundärzten sowie städtische Aufsichtsbehörden (heute Gesundheitsbehörden) für medizinische und pharmazeutische Berufe. Das Collegium medicum wurde im Heiligen Römischen Reich vielerorts zur Weiterentwicklung der Inneren Medizin und zur Verbesserung und Vereinheitlichung der chirurgischen Ausbildung, die seit dem Konzil von Tours im 12. Jahrhundert von den handwerklich ausgebildeten Badern, Barbieren, Feldschere und Wundärzten ausgeübt wurde, gegründet.

## Würzburg
In Würzburg ist bereits für das Gründungsjahr der Universität 1582, noch bevor 1593 ein akademischer Unterricht an der dortigen Medizinischen Fakultät nachweisbar ist, ein „Collegium medicum“ im Matrikelbuch der Universität ausgewiesen. Ihm gehörten die fürstbischöflichen Leibärzte Johannes Schönlein und Johannes Posthius, der Stadtphysikus Erasmus Flosserus und der am Juliusspital, der Universitätsklinik Würzburgs, tätige Oberarzt tätige Wilhelm Upilio an.

## Nürnberg
Die offizielle Gründung eines „Collegium medicum“ in Nürnberg erfolgte am 27. Mai 1592 durch Joachim Camerarius den Jüngeren. Beteiligt an der ab Oktober 1573 erfolgten Planung und an der Gründung waren auch die Nürnberger Stadtärzte Melchior Ayrer und Volcher Coiter. Dem Rat vorgeschlagen hatten es dann Ayrer und der von 1550 bis 1581 als Stadtarzt tätige Heinrich Wolf(f). Die im Senat am 27. Mai 1592 beschlossenen „Gesetze und Verordnungen des erhabenen Nürnberger Senates, die sich auf Ärzte, Apotheker und andere beziehen“ wurden 1598 für das Collegium Medicum als Erlass veröffentlicht.

## Hamburg
Die Gründung eines „Collegium medicum“ in Hamburg erfolgte 1644 als Zusammenschlusses von Hamburger Ärzten.

## Preußen

### Kurbrandenburg
An den Collegia medico-chirurgica in Kurbrandenburg lehrten im 17. und 18. Jahrhundert hochangesehene Persönlichkeiten, die ihren chirurgischen Werdegang über eine nichtakademische Ausbildung genommen hatten. Zusammen mit den akademisch ausgebildeten Fachkollegen bildeten sie mit anderen Standeskollegen in Deutschland die Initiatoren einer immer mehr wissenschaftlich ausgerichteten Chirurgie. Die Chirurgen unterlagen staatlicherseits einer Doppelaufsicht, nämlich der Medizinalbehörde sowie der noch aus dem Mittelalter stammenden Zunftordnung.

### Berlin
Als oberste Gesundheitsbehörde schuf man 1685 in Berlin das „Collegium medicum“, der erste Dekan war Martin Weise. Mit der im Jahre 1700 gegründeten „Societät der Wissenschaften“ erhielt Preußen außerdem 1713 in der Hauptstadt ein Theatrum anatomicum. Aus dem Collegium medicum ging im Jahre 1723/24, unter dem Akademiepräsidenten Jacob Paul von Gundling, das von Friedrich Wilhelm I. gegründete Collegium medico-chirurgicum hervor, welches als Lehrinstitut mit dem Theatrum anatomicum verbunden wurde.
Zur chirurgischen Ausbildung sämtlicher Medizinalberufe wurde 1723 ein Anatomieprofessor bestellt. In Preußen standen neben den akademisch ausgebildeten Ärzten und Apothekern die in Zünften organisierten Bader und Barbiere, wie das gesamte Heilpersonal, unter der Aufsicht des Collegium medicum, welches im Jahre 1725 zum „Ober-Collegium medicum“ an der Charité umgestaltet wurde. Zudem wurden ab dem Jahre 1724 „Provinzialkollegien“ eingerichtet. Das Oberkolleg bestand aus einem Staatsminister als Vorsitzenden, den Leib- und Hofärzten, dem Physikus, den ältesten Praktikern in Berlin, dem Leib- und Generalchirurg, Hofapotheker sowie drei Chirurgen mit zwei Apothekern als Assessoren. Das Medizinaledikt vom 27. September 1725 ordnete in Preußen an, dass die Barbiere und Bader sich in der Praxis eines „Gottwohlgefälligen, nüchternen und eingezogenen mäßigen Lebens befleissigen sollten, damit sie jederzeit bei begebenden Fällen tüchtig sein mögen, ihren Nächsten mit ihrer Kunst und Wissenschaft zuträglich und mit Verstande, es sei bei Tag oder Nacht, dienen (…) auch in vorkommender Pest und Sterbenszeiten, da Gott vor sei, wenn sie beordert werden, in die Lazareten zu gehen.“
Die Preußische Armee hatte als Feldschere Bader und Wundärzte, die eine abgeschlossene Lehre vorzuweisen hatten. Vermutlich erfüllten jedoch in der vorangegangenen Vergangenheit nicht alle Feldschere diese Mindestvoraussetzungen. Auch die Ausrüstung der Feldschere galt als völlig unzureichend. Zu Anfang des 18. Jahrhunderts setzte Preußen deswegen einen Generalchirurgen ein, dem alle Feldschere unterstellt waren, womit sich vieles verbesserte; vor allem wurden sie jetzt einheitlich ausgebildet. Der erste Generalchirurg war Ernst Konrad Holtzendorff (1688–1751), durch den die Versorgung der Verwundeten entscheidend verbessert wurde. Zur besseren Aus- und Weiterbildung der Armeefeldschere mitbegründete Holtzendorff die chirurgische Ausbildung am „Collegium medico-chirurgicum“ und wandelte als Ausbildungsstätte ein Pesthospiz in ein Armeehospital unter dem Namen „Charité“ in Berlin um, das später allen Bürgern geöffnet wurde.
Präsident des „Ober-Collegium medicum“ wurde 1724 der Professor Georg Ernst Stahl, der Leibarzt König Friedrich Wilhelms I. In Preußen konnte fortan ein Chirurg nur dann approbiert werden, wenn er einen Lehrbrief vorgelegt und mindestens sieben Jahre bei einem Meister, auch als Feldscher bei der Truppe, gedient hatte und nach einem Operationskurs von dem „Ober-Collegium Medicum“ geprüft worden war. Am 13. Dezember 1809 wurde das Collegium medico-chirurgicum infolge der Gründung der Berliner Friedrich-Wilhelms-Universität aufgelöst und die Bücherei von der weiteren schon 1795 gegründeten militärärztlich-chirurgischen Ausbildungsstätte Pépinière übernommen, selbst wenn 1810 bis zur Aufnahme des Lehrbetriebs der Universität noch vereinzelte Lehrveranstaltungen stattfanden.

## Bibliografie
- Alexander von Lyncker, Die Matrikel des preußischen Collegium medico-chirurgicum in Berlin 1730 bis 1768, in: Archiv für Sippenforschung und alle verwandten Gebiete, Band 11, 1933, S. 129 ff.
- Alexander von Lyncker, Die Matrikel des preußischen Collegium medico-chirurgicum in Berlin 1769 bis 1797, in: Archiv für Sippenforschung und alle verwandten Gebiete, Band 12, 1935, S. 97 ff.